# Эффект Робин Гуда
Эффект Робин Гуда  — экономическое явление, связанное с тем, что доход будет перераспределяться таким образом, чтобы экономическое неравенство уменьшалось. Эффект назван в честь Робин Гуда, говорившего, что он вынужден красть у богатых, чтобы отдавать бедным.

## Причины эффекта Робин Гуда
Эффект Робина Гуда может быть вызван большим количеством различных стратегий или экономических решений, не все из которых направлены на сокращение неравенства. В этой статье перечислены только некоторые из них.

### Естественное национальное развитие

Кривая Саймона Кузнеца

Саймон Кузнец утверждал, что одним из основных факторов, обусловливающих уровень экономического неравенства является стадия экономического развития страны. Кузнец описывал кривую, как соотношение между уровнем доходов и неравенством, как показано на рисунке. Эта теория гласит, что страны с очень низким уровнем развития имеют относительно равное распределение богатства.
По мере развития страны, она обязательно приобретает больше капитала, и владельцы этого капитала будет иметь больше богатства и дохода, который создаёт неравенство. Однако, в конечном счете, различные возможные механизмы перераспределения, такие, как «эффект струйки вниз» («trickle down effects», англ.) и социальные программы приводят к эффекту Робин Гуда, когда богатство перераспределяется в пользу бедных. Поэтому более развитые страны неминуемо вернутся к снижению уровня неравенства.

### Непропорциональный подоходный налог
Во многих странах существуют налоговые системы, где низкие зарплаты облагаются очень низким налогом (или вообще не облагаются), а те, у кого более высокая заработная плата, должны платить более высокую ставку налога на доходы свыше определенного порога, известную как прогрессивное налогообложение. Это приводит к эффекту: более обеспеченное население платит более высокую долю своей зарплаты в налоговую, эффективно субсидируя менее состоятельных, — что приводит к эффекту Робин Гуда.
В частности, прогрессивный налог — это налог, по которому налоговая ставка возрастает по мере увеличения налогооблагаемой базы и сумма увеличивается. «Прогрессивность» означает распределение влияния на доходы или расходы, апеллируя к тому, как уровень прогрессирует от низкого до высокого, где средняя налоговая ставка меньше предельной налоговой ставки; он может быть применён в отношении отдельных налогов или налоговой системы в целом: годичной, многолетней, или пожизненной. Целью прогрессивных налогов является попытка сократить налоговое бремя для людей с меньшей возможностью их уплачивать, поскольку они двигают этот груз в направлении более обеспеченных.

## Примеры
- Эффект Робин Гуда: вызванные позитивные действия
- Международный роуминг:  утверждается, что богатые субсидируют бедных